# 찰스 알렌 클라크
찰스 알렌 클라크(Charles Allen Clark, 1878년 5월 14일 - 1961년 5월 26일)은 미국의 장로교 선교사이다. 그는 곽안련(郭安連)이라는 한국어 이름으로 알려져 있기도 하다.

## 생애

### 어린 시절
1878년 5월 14일, 찰스 알렌 클라크는 미네소타주 스프링 벨리(Spring Valley)에서 윌리엄 클라크(William Clark)와 릴리안의 아들로 태어났다. 그는 미네아폴리스로 이주하였다. 그곳에서 그는 10세의 나이에 폐결핵으로 어머니 릴리안을 잃고,  윌리엄은 건축업자로 일하자 아버지의 조수가 되었으며, 10년동안 신문배달을 하는 등 어린 시절을 보냈다.
미네소타 대학교를 2년 다니다가, 노회의 강권으로 목회자 후보생이 되기로 헌신하면서 매칼레스터 대학교로 옮겼다. 그는 대학을 마칠 때까지 라틴어와 헬라어 교수가 되기 위해 공부하였고 1899년에 졸업하였다. 시카고 맥코믹 신학교로 진학하였다.
1902년, 그가 졸업하기 4개월 전에 미국 북장로교회의 해외선교사로 자원하였고, 7월 8일에 목사 안수를 받았다. 같은 해에 결혼한 부인 마멜(Mabel. N. Clark)와 함께 1902년 9월 22일에 내한했다.

### 내한 선교사역
1904년 승동교회의 부목사가 되었고, 2년 뒤인 1906년에는 담임목사가 되어 1922년까지 사역하였다. 그는 청소년층에 관심을 가져, 1905년부터 승동교회 안에 면려회(Christian Endeavor Society)를 조직하여 신앙교육을 하였다. 곽안련은 승동교회가 있는 서울지역에서 목회했을 뿐만 아니라, 지방순회전도를 수없이 다녔다. 또한 그는 총회의 헌법위원회 위원으로 임명되어 1909년부터 19021년까지 일하기도 하였다.
곽안련은 1902년부터 40년간의 내한목회사역에서 약 150여개의 교회와 6,000여 명의 성도들을 목양하였다.

### 내한 교수사역
곽안련은 선교공의회의 요청으로 1908년 대리강사로서 출강한 그의 첫 과목은 설교학이었다. 평양신학교의 전임교수로 선임되자 평양으로 이주해 교수 사역에 전념하였다. 그는 평양신학교에서 1908년부터 1941년까지 실천신학 교수를 지냈다. 그가 신학교에서 가르치는 동안 1,600명의 사람들이 신학교의 전과정 혹은 일부 과정을 거쳐갔다.

### 문서사역
곽안련은 1910년 『강도요령』의 번역 출간을 시작으로 약 51권에 달하는 책을 집필했다. 그 중에서 42권은 한국어로 저술했고, 7권은 영어로, 2권은 스페인어로 저술했다. 곽안련은 자신의 시카고대학교 철학박사학위으로 제출한 『한국교회와 네비우스 정책』에서 네비우스 선교정책을 채택한 후 40여 년 간의 선교의 발전과정을 종합적으로 연구해 제시했다.

### 추방
1941년 세계 평화를 위한 기도회 사건의 관련자로 일제경찰로부터 조사를 받았고, 같은 해 7월에 일본정부에 의해 강제추방되었다.
이후 오클라호마주의 교회들에서 목회하다가, 83세가 되던 1961년 5월에 소천하였다.

## 신학
곽안련은 완전축자영감설이 역사적, 전통적, 성경적 영감론이라고 확신했다. 그러나 그는 성경의 영감과 무오를 원문에 국한시키고 사본이나 번역본까지는 확장하지 않았다.

## 가족
가족으로는 아내 마벨 N. 클라크(1876-1946)와 아들 버튼 W. 클라크(1903-1904)와 고든 N. 클라크(1905-1905), 알렌 D. 클라크(곽안전, 1908-1990), 딸 캐더린 D. 클라크(곽가전, 1919-2002)가 있다. 또한 아내 마벨과 사별한 후, 수잔 T. 클라크와 재혼하였다.

## 같이 보기
- 평양신학교
- 실천신학
- 한국교회사